# BMJ Sexual and Reproductive Health
Das BMJ Sexual and Reproductive Health, abgekürzt BMJ Sex Reprod Health, ist eine wissenschaftliche Fachzeitschrift, die vom BMJ-Verlag im Auftrag der Faculty of Sexual and Reproductive Healthcare of the Royal College of Obstetricians and Gynaecologists veröffentlicht wird. Die Zeitschrift wurde unter dem Namen Journal of Family Planning Doctors gegründet, änderte den Namen 1980 in British Journal of Family Planning, erschien ab 2001 unter dem Namen Journal of Family Planning and Reproductive Health Care und nach erneuter Namensänderung als BMJ Sexual and Reproductive Health, derzeit mit vier Ausgaben im Jahr. Es werden Arbeiten veröffentlicht, die sich mit der Verbesserung der Gesundheit in den Bereichen Reproduktion und Sexualität beschäftigen. Ein besonderer Schwerpunkt ist die Empfängnisverhütung.
Nach der Statistik des ISI Web of Knowledge wurde das Journal 2014 mit einem Impact Factor von 1.600 in der Kategorie Gynäkologie und Geburtshilfe noch an 47. Stelle von 79 Zeitschriften geführt. 2017 lag der Impact Factor bei 2.027.
Chefredakteurin ist Sandy Goldbeck-Wood, Cambridge.